# Dynejakke
En dynejakke er en quiltet jakke og overfrakke, som er isoleret med enten ande eller gåse-dun. Den har luftlommer med dun imellem to lag stof, hvilket isolerer, og derfor holder på varmen.
George Finch, en australsk kemiker og bjergbestiger, er krediteret for at have båret den første version af en dunjakke i 1922. Den var fremstillet af ballonstof og edderdun.